# Малаја (Валча)
Малаја (рум. Malaia) насеље је у Румунији у округу Валча у општини Малаја. Oпштина се налази на надморској висини од 498 m.

## Становништво
Према подацима из 2002. године у насељу је живело 1930 становника, од којих су сви румунске националности.

### Хронологија
| Година       | 1992 | 1993 | 1994 | 1995 | 1996 | 1997 | 1998 | 1999 | 2000 | 2001 | 2002 | 2003 | 2004 | 2005 | 2006 | 2007 | 2008 | 2009 | 2010 | 2011 | 2012 | 2013 | 2014 | 2015 | 2016 | 2017 |
| ------------ | ---- | ---- | ---- | ---- | ---- | ---- | ---- | ---- | ---- | ---- | ---- | ---- | ---- | ---- | ---- | ---- | ---- | ---- | ---- | ---- | ---- | ---- | ---- | ---- | ---- | ---- |
| Становништво | 1927 | 1902 | 1903 | 1917 | 1926 | 1923 | 1919 | 1933 | 1956 | 1969 | 1959 | 1942 | 1931 | 1916 | 1905 | 1890 | 1885 | 1863 | 1881 | 1896 | 1886 | 1868 | 1839 | 1836 | 1815 | 1819 |